# Petrobrasaurus
Petrobrasaurus é um gênero de dinossauro descoberta em 2011 e que recebeu esse nome por causa da empresa Petrobras e Puesto Hernández, na Patagônia, local onde o animal foi achado. Como o Herrerasaurus, este dinossauro possuía três dedos cheios e dois vestigial em cada mão. O representante da espécie, G. candelariensis, foi descrito por José Bonaparte e Ferigolo J. em 1999. Era quadrúpede e herbívoro.